# Leona Aglukkaq

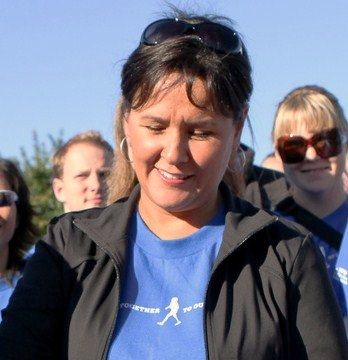
Leona Aglukkaq 2010

Leona Aglukkaq (Inuktitut ᓕᐅᓇ ᐊᒡᓘᒃᑲᖅ; * 28. Juni 1967 in Inuvik, Nordwest-Territorien) ist eine kanadische Politikerin.
Leona Aglukkaq wuchs in Thom Bay, Taloyoak und in der Gemeinde Gjoa Haven auf. In Iqaluit besuchte sie das Nunavut Arctic College. Ihre politische Karriere begann 1989 in der Gemeindeverwaltung von Gjoa Haven. 2004 wurde sie für den Wahlbezirk Nattilik in die Legislativversammlung von Nunavut gewählt. Aglukkaq war Finanz- und Gesundheitsministerin in der Regierung des Territoriums Nunavut. Am 10. September 2008 gab sie ihren Sitz im Territorialparlament auf, um für das Bundesparlament zu kandidieren. Seit der Kanadischen Unterhauswahl 2008 ist sie Abgeordnete der Konservativen Partei Kanadas im kanadischen Bundesparlament für den Wahlkreis Nunavut. Leona Aglukkaq wurde am 30. Oktober 2008 Gesundheitsministerin im Kabinett von Premierminister Stephen Harper. Von Juli 2013 bis Oktober 2015 unterstand ihr das kanadische Umweltministerium. Sie war die erste Inuk in der kanadischen Geschichte, die ein Ministeramt bekleidete.